# Evenkik
Az evenkik (oroszul: эвенки) tunguz népcsoportja Kelet-Ázsiában, főleg Oroszországban és Kínában él.

## Történelem és lakóhely
Az oroszországi evenkik főleg Jakutföldön, a Krasznojarszki határterületen, a Habarovszki határterületen, Burjátföldön, az Amuri területen, a Bajkálontúli határterületen és az Irkutszki területen élnek, míg Kínában Belső Mongóliában.

## Népesség
A különböző összeírásokkor az evenkik száma a következőképpen alakult Oroszországban:
- 1926-ban: 37 545 fő
- 1939-ben: 29 599 fő
- 1959-ben: 24 583 fő
- 1970-ben: 25 051 fő
- 1979-ben: 27 279 fő
- 1989-ben: 29 901 fő
- 2002-ben: 35 527 fő
- 2010-ben: 38 396 fő